# Гаврилин, Игорь Анатольевич
Игорь Анатольевич Гаврилин (родился 14 сентября 1971 года в Москве) — российский регбист и регбийный тренер, действующий наставник тюменьского клуба «Адреналин» (иногда выступает как играющий тренер), главный тренер федерации регби Тюменской области.

## Биография
Известен по выступлениям за московский регбилиг-клуб «Локомотив», пятикратный чемпион России. За сборную России играл на чемпионате мира по регбилиг в 2000 году. После завершения карьеры игрока в середине 2000-х занялся преподавательской и тренерской деятельностью. Работает учителем физкультуры в школе №34 и формирует регбийную команду «Т-34» на основе школы. С 2010 года тренирует тюменскую команду «Адреналин». В 2013 году объявил о проведении первого регбийного турнира в Тюмени.